# Wolf (thüringisches Adelsgeschlecht)

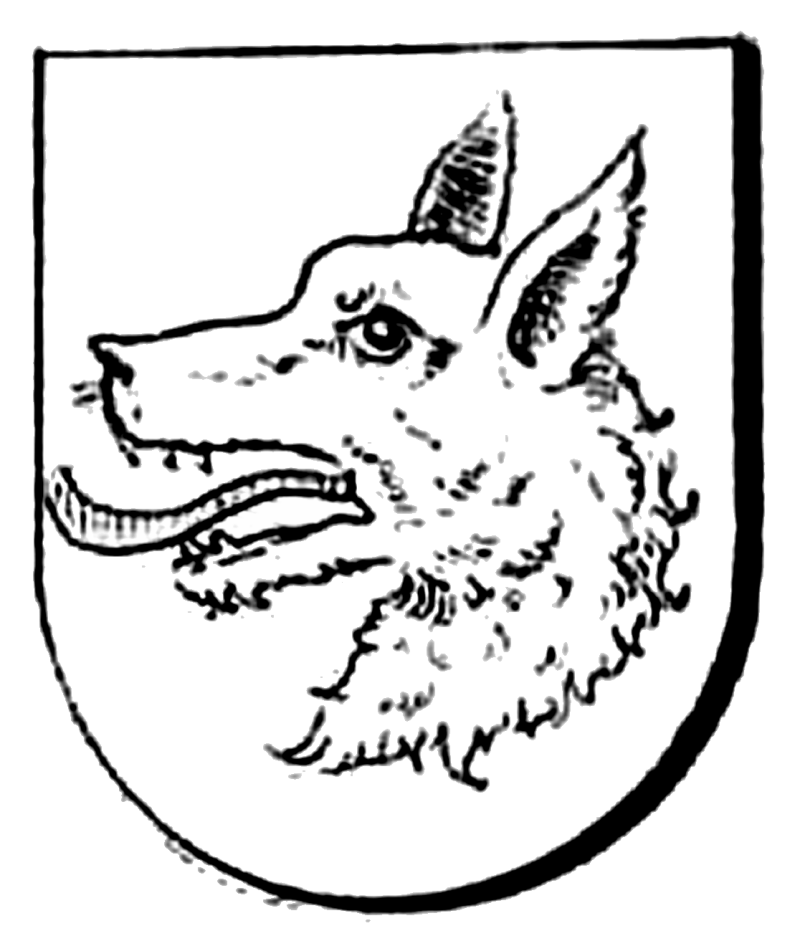
Wappen derer von Wolf

Wolf ist der Name eines  alten thüringischen Adelsgeschlechts  im Eichsfeld.

## Geschichte
Das Stammhaus der Familie Wolf stand in Worbis, wo sie auch begütert war. Eine weitere Linie der Adelsgeschlechtes hatte in Kefferhausen ihren Wohnsitz. Im 13. und 14. Jahrhundert erschienen mehrere Mitglieder des Rittergeschlechts in Urkunden des Eichsfeldes. Sie waren dort und darüber hinaus zu Besitzungen und Lehnsrechten gekommen. Mit Wezel Wolf ist die Familie Wolf vermutlich im Mannesstamme im 16. Jahrhundert ausgestorben. Die Wolfischen Lehnsgüter sind danach teilweise an die Herren von Bültzingslöwen gekommen bzw. an die Lehnsherren zurückgefallen.

## Burgstätte derer von Wolf in Worbis
Die Familie hatte ihren Stammsitz in Worbis, vermutlich in einer befestigten Anlage, welche 1656 als Burgstette genannt wurde. Diese lag nahe der ehemaligen Stadtmühle außerhalb der heute nicht mehr vorhandenen Stadtmauer. Unmittelbare schriftliche Erwähnungen für diese Burganlage gibt es nicht. 1684 erfolgte auf Anweisung des Kurfürstlichen Oberamtes in Heiligenstadt eine Untersuchung zu verborgenen Schätzen in dem alten Schloss, man fand aber nur Kellergewölbe und ausgebrannte Steine.

## Wappen
Der Schild des Wappens zeigt den Kopf und Hals eines Wolfes. Die Helmzier und die Tingierung sind nicht bekannt.

## Vertreter des Adelsgeschlechtes
- Brüder Heinrich Wolf (Henricus Lupus) und Eckhard von Kefferhausen (1290) sind Zeugen, Eckhard genannt von Wolf (1300) Burgmann auf Schloss Hagen
- eventuell der gleiche: Eckhard Wolf (1320), Burgmann auf Burg Worbis (1336)
- Conrad Wolf (1307) wohnt in Kefferhausen, vermutlich der Vater von Heinrich und Berthold (Berthous)
- Gebrüder Heinrich, Dietrich und Johann (1319) verkaufen dem Kloster Reifenstein Land in Tesfeld
- Heinrich Wolf (1337) zusammen mit Bertold von Worbis, Hans von Wintzingerode und Otto von Rusteberg Burgherr auf Burg Bodenstein als Lehnsnehmer der Grafen von Hohnstein[4]
- Conrad Wolf (1384) schenkt dem Kloster Reifenstein eine halbe Hufe  und einen Hof in Oberkühla (Wüstung Hokühle bei Kallmerode)
- Thile Wolf (1414) schließt mit Landgraf Ludwig I. von Hessen ein Bündnis gegen die Landgrafen von Thüringen[5] (1429) als Wohltäter des Wallfahrtsortes Elende[6] und besaß Lehnsgüter in Brochthausen, Kreffterode und Hugsthal
- Wezel Wolf (1518), Besitzungen in Märtefeld, Wackenrode und Fromelderode, verkaufte die Besitzungen in Martinfeld an die Adelsfamilie von Bodungen, lebte noch 1525 als Hauptmann in Mühlhausen